# Sange fra glemmebogen
Sange fra glemmebogen er det fjerde studiealbum af den rock-pop-gruppe Kim Larsen & Kjukken, der udkom den 26. november 2001 på Medley Records. Albummet indeholder indspilninger af gamle danske sange, i overvejende akustiske versioner. Det er det første Kim Larsen-album uden egne skrevne sange. Kim Larsen har sagt om albummet: "Det her album er udtryk for arv og gæld. Det er jo sange, som jeg ubevidst eller måske helt bevidst har stjålet en masse fra".
Sangen "På Griffenfeldts Kapel" var genstand for en kontrovers med børnene til den afdøde forfatter Frank Jæger. Sangen er en indspilning af Jægers digt I Helligaandshuset, mens det regner, hvor Kim Larsen har ændret linjen "Det hvide rare rum, der ligger udenom" til "Det store hvide rum, der ligger udenom", samt udeladt to vers. Sangen blev derfor fjernet fra det andet oplag Sange fra glemmebogen, og erstattet med et andet Frank Jæger-digt, "Kirsten og Vejen til Gurre".
Sange fra glemmebogen debuterede på førstepladsen af hitlisten. I oktober 2003 modtog albummet fem-dobbelt platin for 200.000 solgte eksemplarer. Albummet rundede 234.000 solgte eksemplarer i 2007.

## Medvirkende
- Kim Larsen – akustisk og elektrisk guitar, sang
- Bo Gryholt – bas, synthesizer, kor
- Karsten Skovgaard – elektrisk guitar, synthesizer, kor
- Jesper Rosenqvist – trommer, kor
- – producer
- Peter Simonsen – assisterende lydtekniker, elektronik, amp, guitar wizard

## Spor
| #   | Titel                         | Tekst                                                                      | Musik                      | Længde |
| --- | ----------------------------- | -------------------------------------------------------------------------- | -------------------------- | ------ |
| 1.  | "Den første gang jeg så dig"  | Birger Sjöberg; frit oversat af Kim Larsen                                 | Sjöberg                    | 3:00   |
| 2.  | "Så længe skuden kan gå"      | Evert Taube; oversat af Otto Leisner                                       | Taube                      | 2:35   |
| 3.  | "Luth og fløjte"              | Poul Sørensen                                                              | Sørensen                   | 2:35   |
| 4.  | "Sonny Boy"                   | Buddy G. De Sylva, Lew Brown, Ray Henderson; dansk tekst af Osvald Helmuth | De Sylva, Brown, Henderson | 4:00   |
| 5.  | "Det var en lørdag aften"     | Svend Grundtvig                                                            | Grundtvig                  | 2:50   |
| 6.  | "Adolf"                       | Traditionel                                                                | Traditionel                | 2:15   |
| 7.  | "Jeg plukker fløjlsgræs"      | Sigfred Pedersen                                                           | Knud Vad Thomsen           | 2:00   |
| 8.  | "Mandalay"                    | Rudyard Kipling, Kai Friis-Møller                                          | Mogens Lorentzen           | 4:20   |
| 9.  | "Spindevisen"                 | Martin Andersen Nexø                                                       | Herman D. Koppel           | 2:50   |
| 10. | "I dit korte liv"             | Poul Henningsen                                                            | Kai Normann Andersen       | 3:35   |
| 11. | "Engang var jeg vidunderbarn" | Ukendt                                                                     | Ukendt                     | 2:15   |
| 12. | "På Griffenfeldts Kapel"      | Tony Vejslev                                                               | Frank Jæger                | 3:00   |
| 13. | "ABC-visen"                   | August Pohlenz                                                             | Lorentzen                  | 3:10   |
| 14. | "Kys mig godnat"              | Ewald Epe, Poul Sørensen                                                   | Amdi Riis                  | 2:15   |

Noter
- "På Griffenfeldts Kapel" erstattet med "Kirsten og vejen fra Gurre" på genudgivelse i 2002.

## Hitlister og certificeringer
| Hitliste (2001)        | Højeste placering |
| ---------------------- | ----------------- |
| Danmark (Album Top-40) | 1                 |

| Hitliste (2001) | Placering |
| --------------- | --------- |
| Danmark         | 2         |
| Hitliste (2002) | Placering |
| Danmark         | 6         |
| Hitliste (2002) | Placering |
| Danmark         | 95        |

| Land (Organisation) | Certificering |
| ------------------- | ------------- |
| Danmark (IFPI)      | 5× Platin     |